# Episodi di Padre Brown (undicesima stagione)
L'undicesima stagione della serie televisiva Padre Brown è stata interamente pubblicata sulla piattaforma streaming BBC iPlayer il 5 gennaio 2024. Inoltre, è stata trasmessa dal 5 gennaio all'8 marzo 2024 sul canale BBC One.
In Italia, la stagione è stata trasmessa dal 13 al 24 maggio 2024 su LA7.
| nº | Titolo originale               | Titolo italiano           | Pubblicazione Regno Unito | Prima TV Regno Unito | Prima TV Italia |
| -- | ------------------------------ | ------------------------- | ------------------------- | -------------------- | --------------- |
| 1  | The Kembleston Olimpicks       | Verità nascoste           | 5 gennaio 2024            | 5 gennaio 2024       | 13 maggio 2024  |
| 2  | The Forensic Nun               | Sorella                   | 5 gennaio 2024            | 12 gennaio 2024      | 14 maggio 2024  |
| 3  | The Hermit of Hazelnut Cottage | Ricordi sepolti           | 5 gennaio 2024            | 19 gennaio 2024      | 15 maggio 2024  |
| 4  | The Last Supper                | Festa del cibo            | 5 gennaio 2024            | 26 gennaio 2024      | 16 maggio 2024  |
| 5  | The Father, The Son            | Padre e figlio            | 5 gennaio 2024            | 2 febbraio 2024      | 17 maggio 2024  |
| 6  | The Quill of Osric             | La penna di Osric         | 5 gennaio 2024            | 9 febbraio 2024      | 20 maggio 2024  |
| 7  | The Word of the Condemned      | La parola del condannato  | 5 gennaio 2024            | 16 febbraio 2024     | 21 maggio 2024  |
| 8  | The Last Tango in Kembleford   | Ultimo tango a Kembleford | 5 gennaio 2024            | 23 febbraio 2024     | 22 maggio 2024  |
| 9  | The Dead of Night              | Caccia al vampiro         | 5 gennaio 2024            | 1º marzo 2024        | 23 maggio 2024  |
| 10 | The Scars of War               | Cicatrici di guerra       | 5 gennaio 2024            | 8 marzo 2024         | 24 maggio 2024  |